# Deborah Ann Woll
Deborah Ann Woll, född  7 februari 1985 i Brooklyn, New York, är en amerikansk skådespelare. Hon är bland annat känd för sin roll som Jessica Hamby i TV-serien True Blood.

## Biografi
Woll är född och uppvuxen i Brooklyn, New York, hon gick på gymnasiet vid Packer Collegiate Institute. Woll har gästspelat i flera TV-serier som Life, Cityakuten, CSI: Crime Scene Investigation, My Name Is Earl, The Mentalist och Law & Order: Special Victims Unit. Hon fick sitt genombrott som Jessica Hamby i True Blood. Den 17 juli 2014 blev det klart att Woll ska spela som en av huvudrollerna i TV-serien Marvel's Daredevil.
Woll har ett förhållande med EJ Scott som lider av sjukdomen choroideremia, symtomen är blindhet.

## Filmografi

### Film
| År   | Titel                                   | Roll          | Anmärkning |
| ---- | --------------------------------------- | ------------- | ---------- |
| 2008 | Aces 'N' Eights                         | Skrämd kvinna | TV-film    |
| 2010 | Mother's Day                            | Lydia Koffin  |            |
| 2011 | Catch .44                               | Dawn          |            |
| 2011 | Little Murder                           | Molly         |            |
| 2011 | Someday This Pain Will Be Useful to You | Gillian Sveck |            |
| 2011 | Seven Days in Utopia                    | Sarah         |            |
| 2012 | Ruby Sparks                             | Lila          |            |
| 2013 | Highland Park                           | Lilly         |            |
| 2014 | Meet Me in Montenegro                   | Wendy         |            |
| 2015 | The Automatic Hate                      | Cassie        |            |
| 2015 | Forever                                 | Alice         |            |
| 2019 | Escape Room                             | Amanda Harper |            |
| 2021 | Escape Room 2: No Way Out               | Amanda Harper |            |
| 2021 | Ida Red                                 | Jeanie Walker |            |

### TV
| År        | Titel                             | Roll          | Anmärkning |
| --------- | --------------------------------- | ------------- | ---------- |
| 2007      | Life                              | Nancy         |            |
| 2008      | Cityakuten                        | Aurora Quill  |            |
| 2008      | CSI: Crime Scene Investigation    | Stephane      |            |
| 2008      | My Name Is Earl                   | Greta         | 2 avsnitt  |
| 2008–2014 | True Blood                        | Jessica Hamby |            |
| 2009      | Law & Order: Special Victims Unit | Lily Milton   |            |
| 2009      | The Mentalist                     | Kerry Sheehan |            |
| 2015–2018 | Marvel's Daredevil                | Karen Page    |            |
| 2017      | Marvel's The Defenders            | Karen Page    | Miniserie  |
| 2017–2019 | Marvel's The Punisher             | Karen Page    |            |
| 2022      | Quantum Leap (TV-serie)           | Carly Farmer  |            |
| 2025–2026 | Daredevil: Born Again             | Karen Page    |            |